# Bosanski sandžak
Bosanski sandžak je bio upravnom jedinicom u Osmanskom Carstvu nastala nakon pada Bosanske Kraljevine, prvobitno u sklopu Rumelijskog ejaleta, od 1580. u sklopu Bosanskog pašaluka te reformama iz 1864. u sastavu Bosanskog vilajeta.  
Teritorij Bosanskog sandžaka se vremenom smanjivao, formiranjem drugih sandžaka. Unutar njega se nalazila i većina starih posjeda Kotromanića, poznatija pod nadimkom Kraljevina.